# Алберто I дела Скала
Вижте пояснителната страница за други личности с името Алберто дела Скала.
Алберто I дела Скала (на италиански: Alberto I della Scala, † 3 септември 1301 във Верона) е господар на Верона от 1277 до 1301 г. от род Скалиджери (Дела Скала).
Той е син на Якопино дела Скала († 1215), италиански търговец и имперски викар, и втората му съпруга Елиза Суперби. Алберто e подеста на Верона и наследява като народен капитан (Capitano del popolo) на град Верона брат си Мастино I дела Скала († 1277), който е убит от благородниците на града.
Той непрекъснато води война против графовете на Сан Бонифацио, на които помага Дом Есте.
Алберто I дела Скала е женен за маркграфиня Верде от Салицоле (* 1241, † 25 декември 1306).
Двамата имат пет деца:
- Костанца дела Скала († 1306), ∞ 1) юли 1289 за Обицо II д’Есте, маркиз на Ферара (1247 – 1293); ∞ 2) ок. 1299 Гуидо Буонаколси
- Барбара дела Скала († 1297), ∞ Джовани от Кара
- Бартоломео I дела Скала († 7 март 1304), господар на Верона 1301 – 1304, ∞ 30 септември 1291 Констанца ди Свевия, дъщеря на княз Конрад от Антиохия
- Албоино I дела Скала († 28 октомври 1311), господар на Верона 1304 – 1311, от март 1311 имперски викар на Верона заедно с брат му Кангранде, ∞ 1) 1298 Катерина Висконти, дъщеря на Матео I Висконти от Милано; ∞ 2) ок. 1306 Беатриче, дъщеря на Гиберто от Корефжио
- Франческо дела Скала, наричан Кангранде I дела Скала (* 9 март 1291, † 18 юли 1329) сърегент от 1308, имперски викар на Верона заедно с брат му Албоино I от март 1311, господар на Верона 1312 – 1329

Алберто I дела Скала умира на 3 септември 1301 г. във Верона) и е погребан в църквата Санта Мария Антика. Последва го син му Бартоломео I дела Скала.